# Marks voetbalkampioenschap 1906/07 (Brandenburg)
In 1906/07 werd het zesde Marks voetbalkampioenschap gespeeld, dat georganiseerd werd door de Markse voetbalbond. 
BTuFC Alemannia 1890 werd kampioen. De club speelde nog tegen BTuFC Viktoria 1889 voor een plaats in de nationale eindronde maar verloor deze wedstrijd met 5:0.

## Eindstand
| Plaats | Club                                    | Wed. | W  | G | V  | Saldo | Ptn   |
| ------ | --------------------------------------- | ---- | -- | - | -- | ----- | ----- |
| 1.     | BTuFC Alemannia 1890                    | 16   | 15 | 0 | 1  | 97:19 | 30:2  |
| 2.     | Weißensee'er FC 1900                    | 16   | 9  | 3 | 4  | 57:40 | 21:11 |
| 3.     | BFC Norden-Nordwest                     | 16   | 9  | 1 | 6  | 46:41 | 24:12 |
| 4.     | FC Viktoria Spandau                     | 16   | 8  | 2 | 6  | 22:34 | 18:14 |
| 5.     | Berliner FC Vorwärts 1890               | 16   | 7  | 1 | 8  | 24:37 | 15:17 |
| 6.     | Charlottenburger FC Union Halensee 1898 | 16   | 6  | 3 | 7  | 37:43 | 15:17 |
| 7.     | BSC Eintracht 01 Weißensee              | 16   | 4  | 3 | 9  | 31:41 | 11:21 |
| 8.     | BSC Olymp 1900                          | 16   | 4  | 1 | 11 | 8:42  | 9:23  |
| 9.     | Berliner FC 1893                        | 16   | 2  | 2 | 14 | 25:50 | 6:26  |

|  | Kampioen   |
|  | Degradatie |